# 赛夫舍市镇

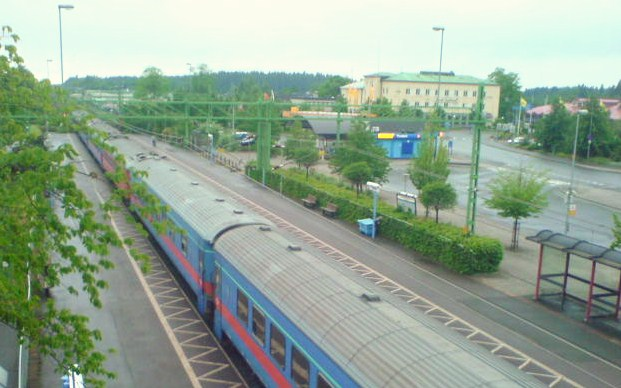

赛夫舍市镇（瑞典語：Sävsjö kommun）是瑞典南部延雪平省的一个市镇。其治所位于赛夫舍。